# Land des Sonnenscheins – Sunshine State
Land des Sonnenscheins – Sunshine State (Sunshine State) ist ein US-amerikanisches Filmdrama von John Sayles aus dem Jahr 2002.

## Handlung
In der Kleinstadt Delrona Beach findet jährlich ein Fest statt, mit dem an die einst in der Region tätigen Piraten erinnert wird. Nachdem einer der Umzugswagen angezündet wurde, beschuldigt man den afroamerikanischen Jungen Terrell Wilkins der Tat. Er wird der Obhut von Eunice Stokes übergeben.
Stokes wird von ihrer Tochter Desiree besucht, die als Schauspielerin arbeitet. Desiree, die in der High School schwanger wurde und daraufhin wegzog, wird von ihrem Ehemann Reggie Perry begleitet. Sie trifft ihren ehemaligen Freund aus der Schulzeit.
Marly Temple führt in der Stadt ein Motel. Sie will die Immobilie an eine Investorengruppe verkaufen, aber ihr Vater – der Besitzer – willigt nicht ein. Temple geht eine Liebesbeziehung mit dem Landschaftsarchitekten Jack Meadows ein.

## Kritiken
Peter Travers schrieb in der Zeitschrift Rolling Stone vom 4. Juli 2002, man spüre als Zuschauer das „Feuer der Geschichte“, ihren Humor und ihre Menschlichkeit. Der Regisseur zeige anhand der Schicksale einer afroamerikanischen und einer weißen Familie, wie Rasse und Politik die Einwohner Floridas trennen würden.
Das Lexikon des internationalen Films schrieb, der Film sei ein „Ensemblefilm über äußere Hitze und die Kälte im Innern sowie die Schwierigkeit, den „amerikanischen Traum“ zu leben“. Er sei „anspielungsreich“ sowie von „subtilem Humor und Poesie geprägt“.

## Auszeichnungen
Edie Falco gewann im Jahr 2002 den Los Angeles Film Critics Association Award und 2003 den Golden Satellite Award; sie wurde 2003 für den Online Film Critics Society Award nominiert. Angela Bassett gewann im Jahr 2003 den Black Reel Award und den Image Award. John Sayles gewann 2003 den Florida Film Critics Circle Award.

## Hintergrund
Der Film wurde in verschiedenen Orten in Florida – darunter in Jacksonville – gedreht. Seine Produktionskosten betrugen schätzungsweise 5,6 Millionen US-Dollar. Der Film hatte seine Weltpremiere am 19. Mai 2002 auf den Internationalen Filmfestspielen von Cannes. Er spielte in den Kinos der USA ca. 3,06 Millionen US-Dollar ein.